# Autoserica alternans
Autoserica alternans är en skalbaggsart som beskrevs av Frey 1975. Autoserica alternans ingår i släktet Autoserica och familjen Melolonthidae. Inga underarter finns listade.